# Favoni Eulogi
Favoni Eulogi (en llatí Favonius Eulogius) va ser un retòric romà nascut a Cartago i contemporani i deixeble d'Agustí d'Hipona. Va viure cap a finals del segle iv.
Amb el seu nom hi ha una discussió sobre l'obra de Ciceró Somnium Scipionis, que parla de la joventut d'Escipió l'Africà (236 - 184 AC), segons la qual Minerva i Venus se li van aparèixer en un somni. El llibre de Favoni conté diverses discussions sobre la teoria pitagòrica dels nombres.